# Sexy Sadie
Sexy Sadie ist ein Lied der britischen Band The Beatles, das 1968 auf ihrem neunten Studioalbum The Beatles veröffentlicht wurde. Komponiert wurde es von John Lennon und unter der Autorenangabe Lennon/McCartney veröffentlicht.

## Hintergrund

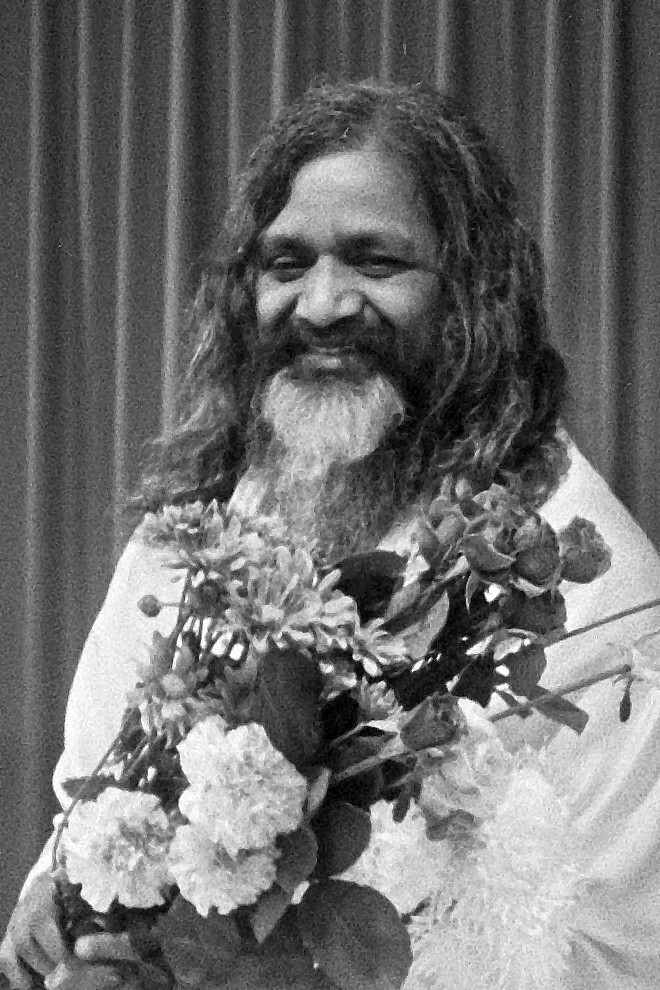
Maharishi Mahesh Yogi, 1967

Sexy Sadie basiert hauptsächlich auf den musikalischen Ideen von John Lennon. Der Text bezieht sich auf den Maharishi Mahesh Yogi.
Mitte Februar 1968 reisten die Beatles mit ihren Frauen nach Rishikesh (Indien), wo ein mehrwöchiger Meditationskurs des Maharishi stattfand. Ringo Starr kehrte bereits Anfang März nach England zurück, Paul McCartney folgte drei Wochen später. John Lennon und George Harrison verließen Indien erst Mitte April. Während des Indienaufenthalts schrieben die Beatles die Mehrzahl der Lieder für ihr neues Album; Sexy Sadie war das letzte der Lieder, die Lennon in Indien schrieb. Sexy Sadie gehört zu den Esher Demos, die Ende Mai 1968 im Haus von George Harrison aufgenommen wurden.
Während des Meditationskurses des Maharishi wurde von Alexis Mardas, einem Freund von John Lennon, verbreitet, dass sich der Maharishi Mia Farrow, einer Teilnehmerin des Kurses, mit sexuellen Absichten genähert hätte. Während Harrison dies für üble Nachrede hielt, teilte John Lennon dem Maharishi mit, dass er den Meditationskurs sofort verlassen werde, und schrieb noch unmittelbar vor der Abreise ein Lied mit dem Titel Maharishi, den er erst später auf Wunsch von George Harrison in Sexy Sadie änderte. Ebenso wurde auch der wütende Text abgemildert, so sang Lennon am 19. Juli 1968 während der ersten Aufnahmen noch “You little twat-Who the fuck do you think you are? – Who the fuck do you think you are? – Oh, you cunt”. Sexy Sadie blieb aber textlich eine Abrechnung mit dem Maharishi, von dem John Lennon tief enttäuscht war.
John Lennon sagte über die damalige Situation: „Wir hielten ihn [Maharishi] für etwas anderes, als er tatsächlich war. Aber wir hatten dieses Etwas gesucht, und wir haben es wahrscheinlich auf ihn projiziert. Wir warteten auf einen Guru, und schwupp! war er da. Aber er erzeugte selbst eine Situation von genau der Art, gegen die er seine Rezepte verteilt.“

## Aufnahme
Sexy Sadie wurde am 19. Juli 1968 in den Londoner Abbey Road Studios (Studio 2) mit dem Produzenten George Martin aufgenommen. Ken Scott war der Toningenieur der Aufnahmen. Die Beatles nahmen 21 Takes auf. Die Aufnahmesession dauerte zwischen 19:30 und 4 Uhr. Die Beatles waren mit dem Ergebnis nicht zufrieden.
Ein zweiter Versuch fand am 24. Juli zwischen 19 und 2:30 Uhr statt, es wurden 23 Takes eingespielt. Wiederum war die Gruppe unzufrieden.
Am 13. August wurden weitere acht Takes eingespielt, der achte wurde für die finale Version ausgesucht. In einer neuneinhalbstündigen Aufnahmesession zwischen 19 und 5:30 Uhr wurden neben Sexy Sadie noch das Lied Yer Blues eingespielt.
Am 21. August zwischen 19:30 und 7:15 Uhr wurden noch Overdubs für Sexy Sadie eingespielt.
Die Monoabmischung erfolgte am 21. August 1968. Am 14. Oktober erfolgte die Stereoabmischung. Der Bass wurde bei der Monoversion am Anfang des Liedes später eingeblendet.
Besetzung
- John Lennon: Rhythmusgitarre, Akustikgitarre, Hammond-Orgel, Gesang
- Paul McCartney: Bass, Klavier, Hintergrundgesang
- George Harrison: Leadgitarre, Hintergrundgesang
- Ringo Starr: Schlagzeug, Tamburin

## Veröffentlichungen
- Am 22. November 1968 erschien in Deutschland das 13. Beatles-Album The Beatles, auf dem Sexy Sadie enthalten ist. In Großbritannien wurde das Album ebenfalls am 22. November veröffentlicht, dort war es das zehnte Beatles-Album. In den USA erschien das Album drei Tage später, am 25. November, dort war es das 16. Album der Beatles.
- Am 25. Oktober 1996 wurde auf dem Kompilationsalbum Anthology 3 eine frühe und langsamere Version (Aufnahme-Take 6) veröffentlicht.
- Am 9. November 2018 erschien die 50-jährige Jubiläumsausgabe des Albums The Beatles (Super Deluxe Box), auf dieser befinden sich eine bisher unveröffentlichte Version (Take 3) von Sexy Sadie sowie das Esher-Demo.

## Coverversionen (Auswahl)
- Paul Weller – Sexy Sadie/Wild Wood [3]
- Phish – Live Phish [4]
- Andrés Calamaro – El Salmón [5]